# Vilko Gliha Selan
Vilko Gliha Selan (Mirna kraj Novog Mesta, Slovenija, 27. lipnja 1912. – Zagreb, 11. veljače 1979.), bio je hrvatski slikar. 

## Životopis
Vilko Gliha Selan rodio se je u Mirni kraj Novog Mesta 1912. godine. Osnovnu školu polazio je u Osijeku gdje ju je i završio 1923. godine. Školovanje je potom nastavio u Zagrebu u Prvoj muškoj realnoj gimnaziji. Diplomirao je na Akademiji likovnih umjetnosti u Zagrebu 1936. godine (u klasi Ljube Babića). Bio je profesor na Školi primijenjene umjetnosti u Zagrebu, kratko postojećoj zagrebačkoj Akademiji primijenjene umjetnosti, od 1964. godine na Pedagoškoj akademiji u Zagrebu, a od 1978. godine do prerane smrti na Akademiji likovnih umjetnosti u Zagrebu. U slikarstvu i grafici oslanjao se na tradicionalna rješenja. U kasnijem razdoblju prihvatio nefigurativni izraz. Ilustrirao je i udžbenike te knjige za djecu (Ježeva kućica, B. Čopić, 1953.). Za ilustracije u knjizi Priče iz djetinjstva, Ive Andrića, dobio je nagradu Grigor Vitez 1967. godine. Za ilustracije u knjizi Bila jednom jedna plava, Paje Kanižaja, dobio je nagradu Grigor Vitez 1970. godine.